# Pala d’oro
Die Pala d’oro (ital. etwa „Goldenes Altarbild“, von pala „Altarbild“, von lat. palla „Obergewand, Vorhang“) ist ein aus Gold, Silber, Emailarbeiten und Edelsteinen gefertigtes Retabel im Markusdom in Venedig.

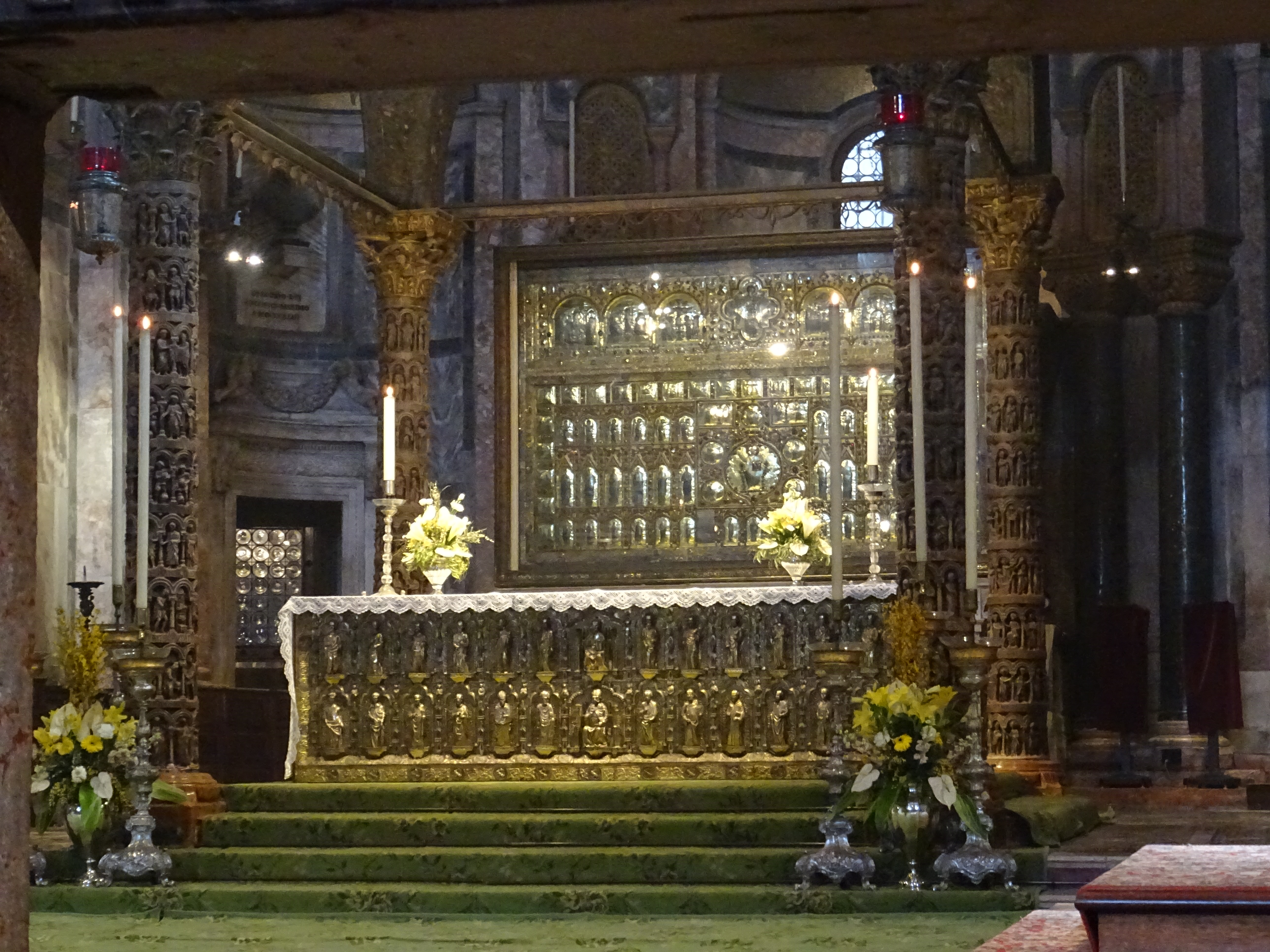
Pala d’Oro

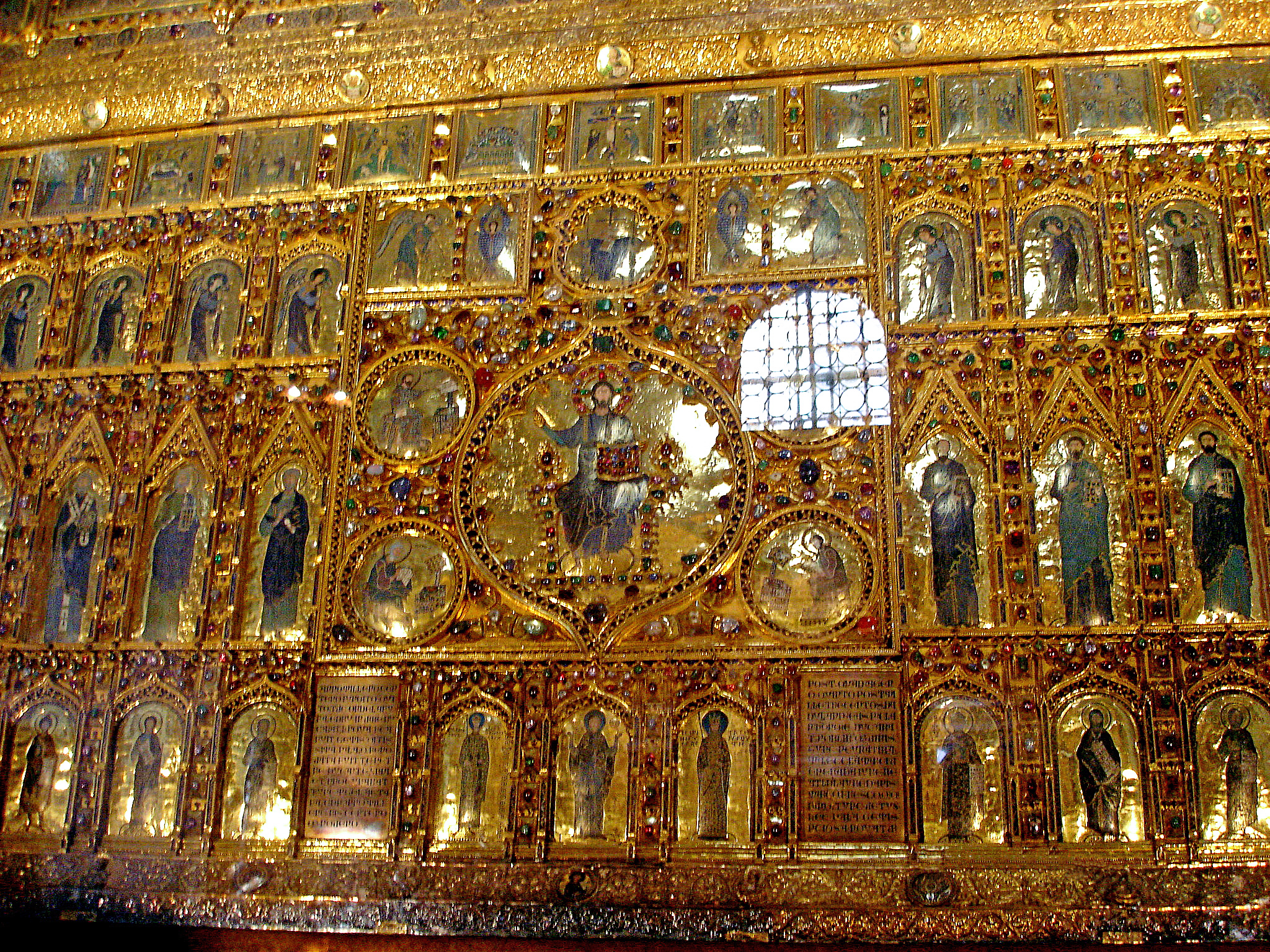
Die Pala d’oro

## Beschreibung und Aufbau

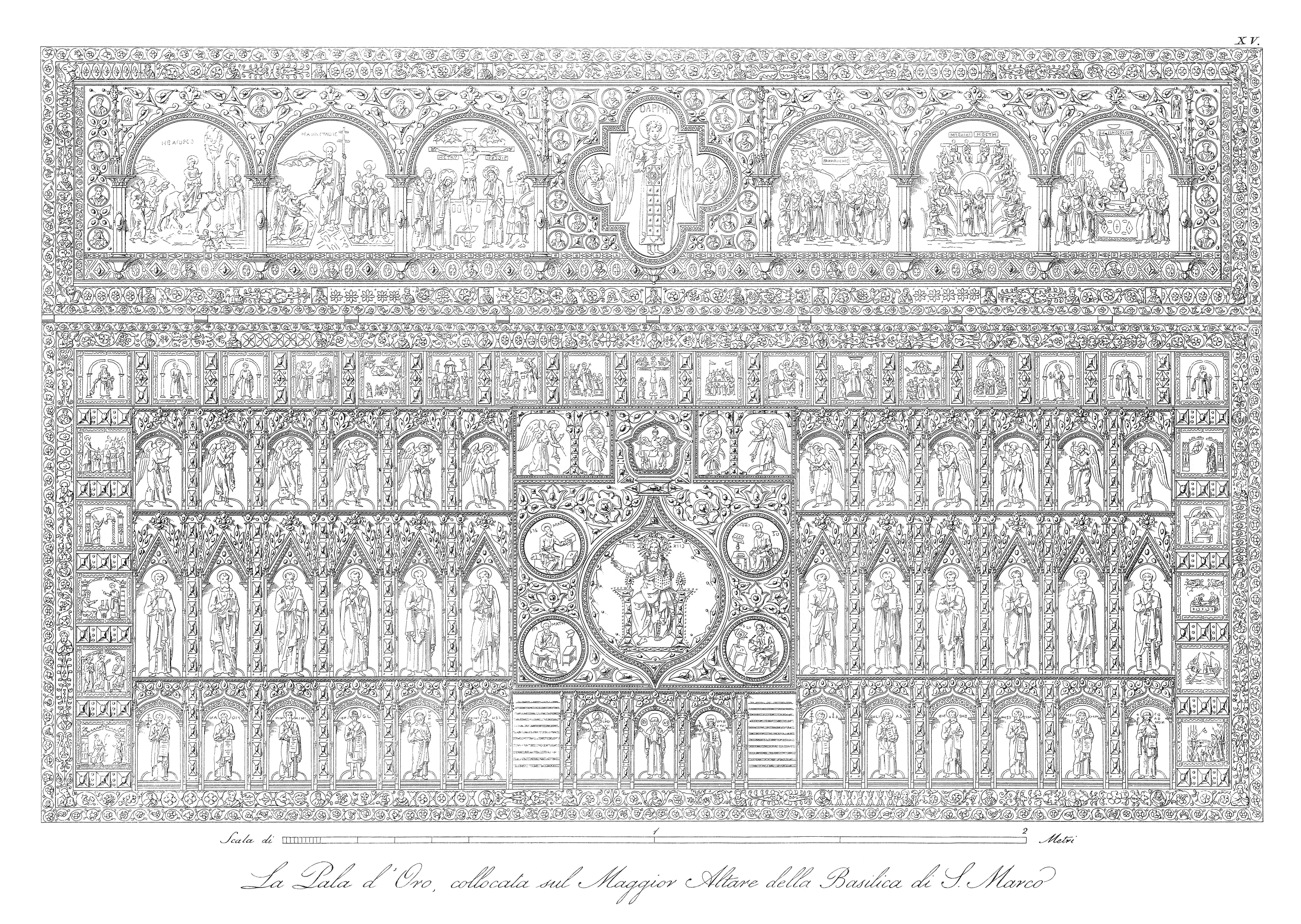
Die Pala d’oro, Stich von 1831, der die Details besonders deutlich zeigt

Die Pala d’oro bildet nicht nur das bekannteste Einzelkunstwerk im Inneren der überaus reich ausgestatteten Basilika San Marco, sondern eines der prächtigsten christlichen Altarbilder überhaupt. Dazu trägt neben den imposanten Maßen von 3,45 Metern Breite und 1,40 Metern Höhe die kostbare Ausstattung bei: 83 in Zellenschmelz-Technik gefertigte Emailbilder, 74 Emailmedaillons, 38 goldene Miniaturbüsten, Gold- und Silbergravierungen und Goldfiligran sowie 2.486 Juwelen – 526 Perlen, 330 Granate, 320 Smaragde, 255 Saphire, diverse Amethyste, Rubine, Topase und geschnitzte Kameen zieren das Werk. Zu diesem eher materiellen Reichtum kommt die großteils hervorragende künstlerische Ausführung.
Das Antependium ist horizontal in zwei Zonen geteilt, eine Basis und einen niedrigeren Aufsatz, die durch einen goldenen, mit Filigran, Edelsteinen und halbplastischen Heiligenbüsten verzierten Rahmen zusammengefasst sind. Das Zentrum der Basis nimmt eine Darstellung Christi als Pantokrator in einer Mandorla ein. Ihn umgeben vier Medaillons mit Darstellungen der kanonischen Evangelisten. Über Christus sind der Heilige Geist als Taube (Mitte, sog. Hetoimasia) sowie links und rechts Cherubim und Seraphim dargestellt, unter ihm in drei Einzelfiguren, Maria (Mitte), die Kaiserin Irene (links) sowie der Doge Ordelaffo Falier (rechts), der die Erweiterung des Altarbildes im 12. Jahrhundert in Auftrag gab. Das letztgenannte Bild, so eine Annahme, stellte ursprünglich passend zum Bild Irenes den Kaiser Johannes Komnenos dar, wurde von den Venezianern aber für ihre Zwecke umgearbeitet. Dagegen spricht allerdings, dass der beigefügte Name keinerlei Überarbeitungsspuren aufweist, der Doge zudem nicht die sonst üblichen, kaiserlichen roten Schuhe trägt, sondern schwarze. Ersetzt wurden allerdings der Kopf, der erkennbar zu klein ist, und der Nimbus. Diese Überarbeitung könnte 1209 stattgefunden haben, um dem Dogen ein kaiserliches Erscheinungsbild zu geben. Dieses würde in die Überarbeitung der venezianischen Geschichte im Gefolge des Dogen Enrico Dandolo und des Vierten Kreuzzugs passen.
Links und rechts dieses Mittelfeldes sind in drei Reihen übereinander Engel (oben), die zwölf Apostel (Mitte) und alttestamentliche Propheten (unten) dargestellt. Den Rahmen der Basis nehmen ungefähr quadratische Emailleplatten mit Darstellung aus dem Leben Christi (oben quer) und des Evangelisten Markus (senkrecht links und rechts) sowie der Überführung der Reliquien des Markus nach Venedig (rechts unten) ein. – Zentrum des Aufsatzes ist der Erzengel Michael. In jeweils drei Arkaden rechts und links von ihm werden Szenen aus dem Leben Jesu dargestellt: links der Einzug nach Jerusalem, Christi Abstieg in die Hölle und die Kreuzigung, rechts Christi Himmelfahrt, das Pfingstwunder sowie Marias Tod und Himmelfahrt.

## Entstehung

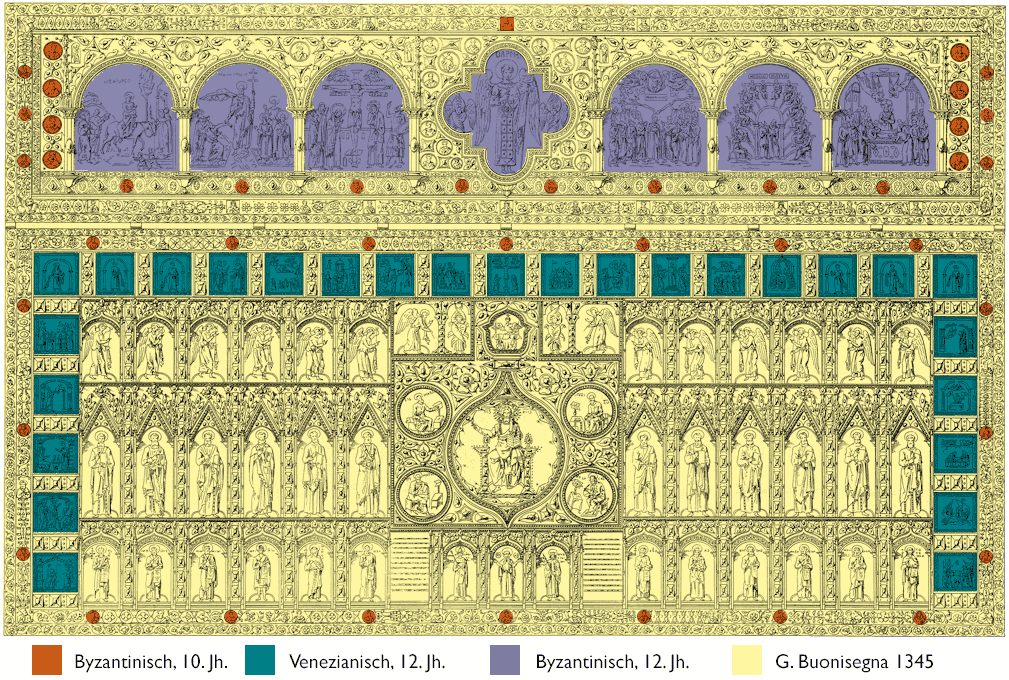
Einzelteile und Entstehung der Pala d’Oro

Trotz ihrer einheitlichen Wirkung im Geist der venezianischen Gotik des 14. Jahrhunderts handelt es sich um ein nach und nach entstandenes Ensemble. Die ältesten Teile, nämlich die kleinen kreisrunden Medaillons auf der äußeren Rahmenleiste, stammen von einem im Jahr 978 (nach anderen Quellen: 976) aus Byzanz eingeführten Antependium aus Silber, das wahrscheinlich von dem damaligen Dogen Pietro I. Orseolo in Auftrag gegeben wurde. Im Jahre 1105 ließ der Doge Ordelaffo Falier die Tafel umarbeiten und vergrößern; für diese Erweiterung wurden in Venedig selbst die links, rechts und oberhalb des unteren Hauptfeldes angebrachten quadratischen Emailleplatten mit Szenen des Neuen Testaments sowie aus dem Leben des heiligen Markus angefertigt. Um 1209 entstand unter dem Dogen Pietro Ziani der Aufsatz, wobei die großen arkadenförmigen Emailplatten verwendet wurden, welche die Venezianer 1204 im eroberten Byzanz geraubt hatten. Ihre heutige Gestalt erhielt die Pala d’Oro 1345 während des Dogats von Andrea Dandolo bei einer erneuten eingreifenden Umarbeitung; dabei entstanden auch die anderen bisher nicht genannten Teile. Maßgeblich daran beteiligt war der venezianische Goldschmied Gian Paolo Boninsegna, der die Tafel auch signierte. Trotz der unterschiedlichen Vorgeschichte der Elemente gelang Buonisegna ein harmonisches Gesamtwerk.

## Aufstellung
Die Tafel wurde früher nur an Feiertagen gezeigt. Sie wurde in der Regel von der Pala feriale bedeckt, zwei bemalten Holztafeln des Paolo Veneziano aus dem Jahr 1345. Die obere Tafel zeigt Christus am Kreuz, rechts und links begleitet von den heiligen Georg, Markus und der Madonna sowie dem Evangelisten Johannes, dem Apostel Paulus und dem heiligen Nikolaus von Myra. Die untere Reihe zeigt die Auffindung des Leichnams des heiligen Markus und dessen Überführung nach Venedig. Sowohl die Pala d’Oro als auch die Pala feriale sind heute im Markusdom aufgestellt, die Pala d’Oro auf der Rückseite des Hauptaltars mit Blick zur Hauptapsis.